# Szántó Imre (ökölvívóedző, 1943)
Szántó Imre (Budapest, 1943. szeptember 7. –) magyar ökölvívóedző, ökölvívó.

## Pályafutása

### Ökölvívóvént
A Bp. Honvéd könnyűsúlyú ökölvívója volt. 1964-ben, 1965-ben és 1966-ban bronzérmes volt az országos bajnokságon. 1965 és 1968 között négyszer nyert klubjával csapatbajnokságot.

### Edzőként
1969-ben lett az Óbuda TSZ SK edzője. 1974-ben a Vasas utánpótlás trénere lett. 1978-tól a Bp. Honvéd utánpótlásában dolgozott. 1983-tól 1990-ig az utánpótlás válogatottaknál is közreműködött edzőként. 1988-tól Papp László segítője lett a felnőtt válogatottnál. 1993 januárjától a 2004-es olimpiáig szövetségi kapitány volt. 2001 novemberében a kapitányság mellett a Vasas trénere lett. Ezt a posztját 2004 novemberéig töltötte be. 2002-ben rész vett Kótai Mihály profi boxoló felkészítésében. 2004 és 2005 között a Magyar Ökölvívó Szakszövetség szakmai igazgatójaként tevékenykedett. 2004-től 2005-ig a Pesterzsébeti Box Klub versenyzői készítette fel. 2005 végén az Unió Sport Kispest SE-nél folytatta a munkáját. 2014 novemberében az újra megalakult FTC ökölvívó szakosztály edzője lett.

### Edzői sikerei
szövetségi kapitányként
- olimpiai bajnoki cím: Kovács István (1996)
- olimpiai bronzérem: Erdei Zsolt (2000)
- világbajnoki cím: Kovács István és Erdei Zsolt (1997)
- világbajnoki bronzérem: Káté Gyula (2003)
- Európa-bajnoki cím: Kovács István (1996), Erdei Zsolt (1998 és 2000)
- Európa bajnoki ezüstérem: Lakatos Pál (1993), Erdei Zsolt (1996), Balzsay Károly (2002)
- Európa-bajnoki bronzérem: Kovács István (1993), Mizsei György (1996), Lakatos Pál (1998 és 2000), Nagy János (1998), Farkas György (2000), Kótai Mihály (2000), Garai Emil (2000), Szűcs István (2002), Bedák Pál (2004), Káté Gyula (2004)

edzőként
- világbajnoki ezüstérem: Bedák Pál (2005)
- világbajnoki bronzérem: Káté Gyula (2009)
- Európa-bajnoki ezüstérem: Káté Gyula (2008 és 2010)
- Európa-bajnoki bronzérem: Bedák Zsolt (2008), Káté Gyula (2008), Harcsa Zoltán (2012)

## Díjai, elismerései
- A Magyar Köztársasági Érdemrend kiskeresztje (1996)
- Mesteredző (1997)
- Az év magyar szövetségi kapitánya (1997)

## Családja
Édesapja id. Szántó Imre (Csöpi bácsi) magyar bajnok ökölvívó, a Bp. Honvéd és a válogatott edzője volt.